# Anatoli Perov
Anatoli Perov (n. 12 august 1926, Moscova, URSS – d. 22 septembrie 2001, Moscova, Rusia) a fost un boxer ce a reprezentat Uniunea Republicilor Sovietice Socialiste, medaliat olimpic. A participat la o ediție a Jocurilor Olimpice (1952) în care a câștigat o medalie de bronz.

## Participări
Lista de mai jos prezintă principalele competiții la care a participat Anatoli Perov de-a lungul carierei.
- Jocurile Olimpice de vară din 1952